# Encruphion xanthotricha
Encruphion xanthotricha là một loài bướm đêm trong họ Erebidae.